# 実践論
『実践論』（簡体字: 实践论、繁体字: 實踐論、拼音: Shíjiànlùn）は毛沢東の最も重要な哲学的著作の一つである。『矛盾論』とともに、この論考は毛沢東が1937年に行った講義の一部として発表された。この作品は、毛沢東のマルクス主義への支持を表明し、中国独自の共産主義哲学を確立しようとする試みである。『実践論』は、知識を実際の現実に適用し、その真実性を検証しなければならないと論じている。本作が執筆された当時、中国共産党は長征を終えたばかりで、国家主義的な敵は依然として存在し、さらに日本からの巨大な脅威にも直面していた。毛沢東は、中国共産党の指導者として自らを確立し、中国を統一し、日本を打倒することを望んでいた。『実践論』はこの目的の一環として書かれたものであり、毛沢東が共産主義哲学である毛沢東思想の基盤を築くことによって、指導者としての正当性を得るための手段となった。
日本語訳は、「矛盾論」と合本されることが多く、岩波文庫や国民文庫に収録されていた。

## 哲学的議論
『実践論』は、毛沢東が1930年に執筆した「書物崇拝に反対する」論文における教条主義批判をさらに展開したものである。この論考は、理論よりも実践を重視する毛沢東の立場から始まり、「マルクス主義者は、人間の社会的実践のみが外部世界についての認識の真理の基準であると考える」と述べている。この見解において、個人は「実践を通じて真理を発見し、再び実践を通じてその真理を検証し、発展させるべきだ」とされている。
『実践論』は、物質的生産手段の所有者である大衆が物質的生産に従事すべきであると述べている。論考によると、「人間の知識は主に人間の生産活動に依存している」とされている。物質的生産への参加を通じて、人々は階級関係、社会関係、そして人間関係についての理解を深めていく。したがって、毛沢東によれば、社会環境や生産への実践的参加こそが、役立つ知識を発展させる唯一信頼できる手段である。
毛沢東によれば、論理的な知識は知覚、認識、概念化の過程から生まれる。知覚の段階では、個人は調査対象と相互作用し、その感覚が与える印象をただ吸収する。この段階では、人々は自分が興味を持っている物事に親しみを持ち、印象を集めることでその対象の本質的な要素を認識し始める。例えば、木を観察する個人は、木が常に葉をつけているわけではないことを理解し、鳥がいくつかの木を自分の家として使うことに気づく。また、現象の間接的な経験からも有益な印象を得ることができる。人は物理的なものを知覚した後で、その「本質と内部関係」を理解しなければならない。知覚的知識から論理的知識への道は弁証法的な過程を経る。
毛沢東によれば、間接的な経験とは、他の人の印象を直接体験することである。したがって、間接的な印象でも、対象についての真実の情報を集めることができる。印象は最終的に、論理的知識に向かう二番目のステップである認識へと繋がる。この時点で、個人は印象によって与えられた本質的な側面を使って、対象についての一般的な概念を確立する。そこから人々は概念化を始める。彼らは理性を使って、印象から得た一般的な概念で判断を下す。この判断こそが論理的知識の一部であり、例えば「多くの木は冬になると葉を落とす」という日常的な判断から、毛沢東の例である「中国共産党は日本の敵を打ち破ることができる」という重大な判断に至る。
すべての論理的知識は、その真実性を実証するために実践にかけられなければならない。論理的知識は、その状況に基づいたものであるため、テストが必要である。印象は論理的知識の起源であり、それは誰かが経験する状況に基づいている。状況は変化する。したがって、論理的知識は誤りを含む可能性がある。しかし、自分の論理的に基づいた判断を実践にかけることで、個人は自分の考えの中の誤りを修正することができる。実践は、個人に新しい印象を提供することによってこれを行う。実践とは、調べている現象と相互作用することを含むからである。これらの新しい印象は、以前の印象と同じように使われる。それらは判断を導く。ただし、違いは、これらの判断が元の論理的知識の真実性に関するものであるという点である。
真の知識は目的の達成に繋がり、論理的知識の継続的な修正から導かれる。論理的知識の一部は、真の知識と呼ばれるまでに多くの変化を経る。特定の目的を取り巻く状況は常に変化するためである。これらの変化は、古い判断を覆す新しい印象を引き起こす。例えば、結婚した夫婦は、住宅市場の状況に応じて家を買う計画を調整しなければならない。住宅を購入するための財政的要件は市場によって変化するため、夫婦の計画はその変化に従わなければならない。しかし、夫婦が財政的要件を理解し、彼らの経済的手段がそれに適応できるとわかれば、家を購入することができる。同様に、すべての論理的知識は真の知識に変わることができる。簡単に言うと、これを実現するためには、個人が正しい状況を認識しなければならない。このように状況に依存することが、実践が知識の重要な要素である理由である。実践を通じて、個人は常により多くの状況を考慮し、以前の知識の仮定をテストすることができる。したがって、最終的には、真の知識を引き起こすような状況に出会うことができる。
毛沢東によれば、合理主義者と経験主義者は知識への真の道を歩んでおらず、彼は彼らが実践の適切な使用を認識できていないことに挑戦している。合理主義者は、現実と対話することが理解に不可欠であることを認識していない。感覚的な印象やテストなしに、どのようにして理論が現実に対応しているか確信できるのか？合理主義者は、理論が理にかなっているからだと言うかもしれない。しかし、街を歩いている鳥が飛ぶより歩くことを好むのは理にかなっている。その鳥が歩いている真の理由、例えば羽が折れているということを明らかにする唯一の方法は、それを観察することである。経験主義者は現象を観察する重要性を理解している。毛沢東は、彼らは実践が重要であることを知っているが、実践から得た情報をどのように扱うべきかを知らないと考えている。したがって、彼らは印象の本質を抽出することができず、有益な判断を下すことができない。弁証法的唯物論は、経験主義者が重視する認識と合理主義者が頼る認識を統合し、その結果、知識を得るための正しい哲学となる。この知識は、中国や世界中のすべての人々が共産主義を進展させるために使用できるものとなる。

## 影響
『実践論』は『矛盾論』とともに毛沢東をマルクス主義の理論家としての評価を高めた。この二つの論考は、毛沢東が朝鮮戦争での中国の介入により東欧圏で称賛された後、ソ連で広く読まれるようになった。
『実践論』は毛沢東の後のスローガン「実践から真理を求めよ」の理論的基盤を築いた。その中で述べられる実践の優先性は、大衆路線の理論的基盤となり、この大衆路線は「大衆から、大衆へ」というスローガンに要約される。
1960年4月、石油大臣の余秋里は、『実践論』と『矛盾論』が中国東北部の大慶油田開発キャンペーンのイデオロギー的中心となるだろうと述べた。余秋里の大慶の労働者動員における努力は、物質的なインセンティブではなく、イデオロギー的な動機付けに焦点を当てていた。石油産業省は、飛行機で数千冊を輸送し、大慶のすべての油田作業員に配布され、作業ユニットごとに独自の学習グループが設立された。大慶での過酷な気象条件と供給制限にもかかわらず成功裏に完成したことは、その後の工業化キャンペーンで共産党が模範として掲げるモデルとなった。

## 出版
『矛盾論』と同様に、『実践論』は延安時代に毛沢東によって書かれた。 『実践論』は1937年7月に初めて演説として発表された。

## 邦訳
- 社会科学研究会 編訳. 三一書房, 1951.
- 尾崎庄太郎訳 1952. 国民文庫
- 毛沢東選集. 第2巻 (第二次国内革命戦争の時期) 毛沢東選集刊行会 編訳. 三一書房, 1952. のち青木文庫
- 実践論・矛盾論 松村一人,竹内実訳 1957. 岩波文庫
- 安藤彦太郎訳 1965. 角川文庫
- 小野信爾訳 世界の名著. 64 中央公論社, 1969.
- 中嶋嶺雄訳 1972. 講談社文庫
- 近藤邦康訳 新編原典中国近代思想史. 第5巻 岩波書店, 2010.12.